# Andrew Bruce, XI conte di Elgin e XV conte di Kincardine
Andrew Douglas Alexander Thomas Bruce, XI conte di Elgin e XV conte di Kincardine (17 febbraio 1924), è un nobile e militare scozzese.

## Biografia
Andrew Bruce è nato il 17 febbraio 1924 ed è il figlio maggiore di Edward Bruce, X conte di Elgin e XIV conte di Kincardine e dell'onorevole Katherine Elizabeth Cochrane, figlia di Thomas Cochrane, I barone Cochrane di Cults.
Ha studiato all'Eton College e al Balliol College dell'Università di Oxford.
Il 12 settembre 1943 è stato nominato sottotenente del terzo battaglione delle Guardie Scozzesi ed è rimasto ferito durante l'Operazione Bluecoat. Il 24 ottobre 1946 ha lasciato l'esercito con il grado onorario di tenente. Il 4 aprile 1951 è stato nominato istruttore della Army Cadet Force con il grado di tenente. Nel luglio del 1963 ha ottenuto la Cadet Forces Medal. Il 19 aprile 1965 si è dimesso dal suo incarico mantenendo il grado onorario di tenente colonnello. Dal 1970 è colonnello in capo del 31° Combat Engineer Regiment e è stato colonnello onorario del 153º Reggimento trasportato (Highland) dal 1976 al 1986.
Lord Elgin è stato anche presidente della Scottish Amicable Life Assurance Society dal 1975 al 1994, presidente del National Savings Committee for Scotland, presidente del Royal Scottish Automobile Club e presidente della squadra scozzese di corse automobilistiche Ecurie Ecosse.
Nel 1951 è stato nominato giudice di pace. È stato anche vice luogotenente di Fife dal 1955 al 1987 e Lord luogotenente dal 1987 al 1999. Nel 1980 la regina Elisabetta II lo ha nominato suo Lord Alto Commissario Lord all'Assemblea Generale della Chiesa di Scozia. L'anno successivo lo ha riconfermato. Nel 1982 la regina Elisabetta II lo ha nominato cavaliere dell'Ordine del Cardo. È stato capitano della Royal Company of Archers, un'unità cerimoniale che funge da guardia del corpo del sovrano quando questi visita la Scozia, e convocatore del Consiglio permanente dei capi scozzesi.
È stato comandante della contea di Cadice per Fife dal 1952 al 1965, presidente della Boys' Brigade dal 1966 al 1985 e gran maestro della Gran Loggia di Scozia dal 1961 al 1965.
È cittadino onorario di Bridgetown, Regina, Port Elgin, Winnipeg, St. Thomas e Moose Jaw. Lord Elgin è stato presidente del Royal Caledonian Curling Club ed è presidente a vita del Broomhall Curling Club.
Lord Elgin è il capo del clan Bruce e presidente della Bruce Family Organization, l'associazione per i membri della famiglia Bruce.

## Vita personale
Nel 1959 ha sposato Victoria Mary Usher. Hanno cinque figli:
- Charles Edward Bruce, lord Bruce;[13]
- On. Alexander Bruce;
- On. Adam Bruce;
- Lady Georgina Bruce;
- Lady Antonia Bruce.

La contessa è patrona del Royal Caledonian Ball.

## Ascendenza
|                                             |                                        |                                       | Genitori                                 |  |  | Nonni |  |  | Bisnonni                         |  |  | Trisnonni                        |  |
|                                             |                                        |                                       |                                          |  |  |       |  |  | James Bruce, VIII conte di Elgin |  |  | Thomas Bruce, VII conte di Elgin |  |
|                                             |                                        |                                       |                                          |  |  |       |  |  | James Bruce, VIII conte di Elgin |  |  | Thomas Bruce, VII conte di Elgin |  |
|                                             |                                        | Elizabeth Oswald                      |                                          |  |  |       |  |  | James Bruce, VIII conte di Elgin |  |  |                                  |  |
| Victor Bruce, IX conte di Elgin             |                                        |                                       |                                          |  |  |       |  |  | James Bruce, VIII conte di Elgin |  |  |                                  |  |
|                                             |                                        | Mary Louisa Lambton                   | John Lambton, I conte di Durham          |  |  |       |  |  |                                  |  |  |                                  |  |
|                                             |                                        | Mary Louisa Lambton                   | John Lambton, I conte di Durham          |  |  |       |  |  |                                  |  |  |                                  |  |
|                                             |                                        | Mary Louisa Lambton                   | Louisa Grey                              |  |  |       |  |  |                                  |  |  |                                  |  |
| Edward Bruce, X conte di Elgin              |                                        | Mary Louisa Lambton                   |                                          |  |  |       |  |  |                                  |  |  |                                  |  |
|                                             |                                        | James Carnegie, IX conte di Southesk  | James Carnegie, V baronetto              |  |  |       |  |  |                                  |  |  |                                  |  |
|                                             |                                        | James Carnegie, IX conte di Southesk  | James Carnegie, V baronetto              |  |  |       |  |  |                                  |  |  |                                  |  |
|                                             |                                        | James Carnegie, IX conte di Southesk  | Charlotte Lysons                         |  |  |       |  |  |                                  |  |  |                                  |  |
| Constance Mary Carnegie                     |                                        | James Carnegie, IX conte di Southesk  |                                          |  |  |       |  |  |                                  |  |  |                                  |  |
|                                             |                                        | Catherine Hamilton Noel               | Charles Noel, I conte di Gainsborough    |  |  |       |  |  |                                  |  |  |                                  |  |
|                                             |                                        | Catherine Hamilton Noel               | Charles Noel, I conte di Gainsborough    |  |  |       |  |  |                                  |  |  |                                  |  |
|                                             |                                        | Catherine Hamilton Noel               | Arabella Hamlyn-Williams                 |  |  |       |  |  |                                  |  |  |                                  |  |
| Andrew Bruce, XI conte di Elgin             |                                        | Catherine Hamilton Noel               |                                          |  |  |       |  |  |                                  |  |  |                                  |  |
|                                             | Thomas Cochrane, XI conte di Dundonald | Thomas Cochrane, X conte di Dundonald |                                          |  |  |       |  |  |                                  |  |  |                                  |  |
|                                             | Thomas Cochrane, XI conte di Dundonald | Thomas Cochrane, X conte di Dundonald |                                          |  |  |       |  |  |                                  |  |  |                                  |  |
|                                             | Thomas Cochrane, XI conte di Dundonald | Katherine Barnes                      |                                          |  |  |       |  |  |                                  |  |  |                                  |  |
| Thomas Cochrane, I barone Cochrane di Cults | Thomas Cochrane, XI conte di Dundonald |                                       |                                          |  |  |       |  |  |                                  |  |  |                                  |  |
|                                             |                                        | Louisa Harriet Mackinnon              | William Alexander Mackinnon              |  |  |       |  |  |                                  |  |  |                                  |  |
|                                             |                                        | Louisa Harriet Mackinnon              | William Alexander Mackinnon              |  |  |       |  |  |                                  |  |  |                                  |  |
|                                             |                                        | Louisa Harriet Mackinnon              | Emma Palmer                              |  |  |       |  |  |                                  |  |  |                                  |  |
| Katherine Elizabeth Cochrane                |                                        | Louisa Harriet Mackinnon              |                                          |  |  |       |  |  |                                  |  |  |                                  |  |
|                                             |                                        | George Boyle, VI conte di Glasgow     | George Boyle, IV conte di Glasgow        |  |  |       |  |  |                                  |  |  |                                  |  |
|                                             |                                        | George Boyle, VI conte di Glasgow     | George Boyle, IV conte di Glasgow        |  |  |       |  |  |                                  |  |  |                                  |  |
|                                             |                                        | George Boyle, VI conte di Glasgow     | Julia Sinclair                           |  |  |       |  |  |                                  |  |  |                                  |  |
| Gertrude Boyle                              |                                        | George Boyle, VI conte di Glasgow     |                                          |  |  |       |  |  |                                  |  |  |                                  |  |
|                                             |                                        | Monatgue Abercromby                   | George Abercromby, III barone Abercromby |  |  |       |  |  |                                  |  |  |                                  |  |
|                                             |                                        | Monatgue Abercromby                   | George Abercromby, III barone Abercromby |  |  |       |  |  |                                  |  |  |                                  |  |
|                                             |                                        | Monatgue Abercromby                   | Louisa Penuel Forbes                     |  |  |       |  |  |                                  |  |  |                                  |  |
|                                             |                                        | Monatgue Abercromby                   |                                          |  |  |       |  |  |                                  |  |  |                                  |  |